# Xã Peterson, Quận Clay, Iowa
Xã Peterson (tiếng Anh: Peterson Township) là một xã thuộc quận Clay, tiểu bang Iowa, Hoa Kỳ. Năm 2010, dân số của xã này là 481 người.